# Лабесед-Лораге
Лабесе́д-Лораге́ (фр. Labécède-Lauragais) — коммуна во Франции, находится в регионе Лангедок — Руссильон. Департамент коммуны — Од. Входит в состав кантона Северный Кастельнодари. Округ коммуны — Каркасон.
Код INSEE коммуны — 11181.

## Население
Население коммуны на 2008 год составляло 381 человек.
| 1962 | 1968 | 1975 | 1982 | 1990 | 1999 | 2008 |
| ---- | ---- | ---- | ---- | ---- | ---- | ---- |
| 204  | 231  | 234  | 279  | 317  | 331  | 381  |

## Экономика
В 2007 году среди 251 человек в трудоспособном возрасте (15—64 лет) 155 были экономически активными, 96 — неактивными (показатель активности — 61,8 %, в 1999 году было 64,3 %). Из 155 активных работали 128 человек (69 мужчин и 59 женщин), безработных было 27 (11 мужчин и 16 женщин). Среди 96 неактивных 15 человек были учениками или студентами, 40 — пенсионерами, 41 были неактивными по другим причинам.